# Maschinenwinter
Maschinenwinter. Wissen, Technik, Sozialismus. Eine Streitschrift. ist ein Essay von Dietmar Dath aus dem Jahr 2008, in dem dieser erörtert, wie die durch Maschinen erhöhte Arbeitsproduktivität in einer demokratisch kontrollierten Planwirtschaft für die Gesellschaft genutzt werden kann.
Dath greift bei seiner locker vorgetragenen Argumentation hauptsächlich auf Darwins Theorie von der Entstehung der Arten und Marx’ Analyse der bürgerlichen Gesellschaft zurück, zieht aber u. a. auch Lenin, Marshall McLuhan, Michel Foucault und Murray Bookchin heran.
Zu seiner Intention schreibt Dath: „Ich möchte gern, daß, wer dies gelesen hat, sich entschiedener im Recht fühlt beim Fordern, Streiken, Konspirieren und Untergraben des unvernünftig Gegebenen.“

## Argumentation
Wichtige Elemente seiner in 34 Kapiteln dargelegten Argumentation sind die folgenden:
- Maschinen haben die Arbeitsproduktivität erhöht, aber das führt nicht mehr zur Verkürzung der Arbeitszeit, sondern zur Abschiebung derer, von denen die Unternehmer glauben, dass sie sie nicht für die Produktion gebrauchen können. Außerdem ist es heute über Patentrecht möglich, dass man die weltweite Arbeitsleistung auf einem Gebiet privat abschöpfen kann. Gegenüber solchen Nutznießern befindet sich der Arbeitnehmer, der für seine Leistung an der gesellschaftlichen Gesamtleistung beteiligt sein will, im Klassenkampf.[2] Dieser Kampf wird als Kampf um existenzielle Bedürfnisse ausgekämpft, wenn man das nicht durch Anerkennung und Durchsetzung allgemeiner Menschenrechte verhindert.[3]

- Die Wirtschaft hat sich globalisiert, d. h. alle Volkswirtschaften stehen in einem engen Zusammenhang. Das kann, wenn auf einem Gebiet Fehler gemacht werden, eine weltweite Katastrophe auslösen. Doch zum Glück sind Computer jetzt so weit entwickelt, dass eine weltweite – demokratisch kontrollierte – Planung möglich wäre. Weltweite Planung gibt es schon in Konzernen. Sie müsste nur noch sinnvoll ausgerichtet werden, das heißt nicht allein am Profit.

- Dass zentrale Planung im realexistierenden Sozialismus gescheitert ist, ist kein Beweis, dass sie nicht möglich wäre; denn mit neuen Technologien erweitern sich die Gestaltungsmöglichkeiten.

- Überhaupt bedeutet die Tatsache, dass eine wortwörtliche Anwendung marxscher Aussagen zur Deutung gegenwärtiger Zusammenhänge des Öfteren wenig geeignet ist, durchaus nicht, dass auf der Basis seiner Überlegungen keine Gesellschaftsanalyse entwickelt werden könnte, die wissenschaftlichem Anspruch genügt. Selbst die Überlegung von Foucault, dass der heutige Mensch, den wir als Träger von Menschenrechten ansehen, nur ein auf  einen bestimmten historischen Zusammenhang eingegrenztes Phänomen ist,[4] widerspricht nicht den folgenden allgemeinen Überlegungen, da diese auch für Wesen gelten, die weiter entwickelt sind als heutige Menschen.

- Wenn ein Wesen durch Arbeitsteilung mehr erzeugen kann, als es für sich und für seine Nachkommen unmittelbar braucht, und wenn es deshalb sich über seine Ausgangslage hinaus entwickeln kann, dann befähigt es über fortwährende Optimierung sich dazu, „tendenziell für alle tendenziell alles erzeugen zu können, was sich überhaupt erzeugen läßt“ (S. 71).[5]

- Die gesteigerte Arbeitsproduktivität ermöglicht es, einen immer größeren Anteil der Arbeit für die Entwicklung von Maschinen und Technologien (und damit für eine weitere Produktivitätssteigerung) aufzuwenden – statt für Konsumgüter. Wenn diese neuen Möglichkeiten nicht zur Erhöhung der Lebensqualität der Mehrheit eingesetzt werden, dann dafür, die Vorrechte der Besitzenden bei Kämpfen um die Verteilung der Ressourcen zu sichern.[6]

- Diese neuen Ziele kann man durch Reformen oder durch eine revolutionäre Umgestaltung der Gesellschaft erreichen. Es wäre schön, wenn es allein durch Reformen ginge, aber das ist unwahrscheinlich.

- Die Menschen müssen die Maschinen befreien, damit diese nicht mehr Überflüssiges produzieren und damit so unfruchtbar wie Pflanzen im Winter sind (Anm: Daher der Titel Maschinenwinter.), sondern zu mehr Freiheit der Menschen beitragen.

## Rezensionen
Christian Schlüter stimmt in der Frankfurter Rundschau vielen Feststellungen Daths zu, bemängelt aber die lange Hinführung, bis dieser „endlich zur Sache: [den] titelgebenden Maschinen“, komme, und kritisiert: „Nach seiner erkenntniskritischen Vorrede, deren Vorbehalte nur die Vakanz eines politischen Adressaten – der allerdings für eine Streitschrift wesentlich wäre – kunstvoll verschweigen, verharrt Dath bei fortschrittlich-aufgeklärten, aber längst handelsüblichen Plattitüden.“
Michael Hagner findet in der Süddeutschen Zeitung „manches an Daths Spekulationen [...] etwas verschwommen“, hält allerdings dessen Naturbegriff für „sehr bemerkenswert“, da dieser „eben nicht von einer sorgsamen ökologischen Pflege der lieben Natur ausgeht, sondern der Kälte, Absichtslosigkeit und Zufälligkeit der natürlichen Prozesse ins Auge blickt.“

## Bibliographische Angaben
Dietmar Dath: Maschinenwinter. Wissen, Technik, Sozialismus. Eine Streitschrift. Suhrkamp Verlag, Frankfurt/M. 2008, ISBN 978-3-518-26008-1.